# Supercoppa degli Emirati Arabi Uniti 2011
La UAE Super Cup 2011 si è disputata il 10 settembre 2011 al Baniyas Stadium di Baniyas. La sfida ha visto contrapposte l'Al-Jazira, vincitore della UAE Football League 2010-2011, e l'Al Wahda, finalista perdente della Coppa del Presidente degli Emirati Arabi Uniti 2010-2011 (vinta dalla stessa Al-Jazira).
A conquistare il titolo è stato l'Al Wahda che ha vinto per 7-6 la sfida con l'Al-Jazira ai tiri di rigore, dopo che la gara era terminata sul 2-2 al termine dei tempi regolamentari.

## Tabellino
| Arbitro: | Mohamed Abdelkarim Al Zarouni |

|                                                |                      |                                              |
| Diaky 40’ Jumaa 53’                            | Marcatori            | 28’ (rig.) 65’ (rig.) Hugo                   |
| Baré Jumaa Neill Dada Diaky Khater Obaid Jumaa | Tiri di rigore 6 – 7 | Jalal Khamis Magrão Eisa Matar Omar Hugo Ali |

## Squadra vincitrice
| Vincitore della 2011 UAE Super Cup |
| ---------------------------------- |
| Al Wahda (2º titolo)               |